# Opposite of H2O
Opposite of H2O é o álbum de estreia do rapper americano Drag-On. Foi lançado em 28 de março de 2000, através das gravadoras Interscope Records e Ruff Ryders Entertainment e foi produzido por vários produtores, incluindo Swizz Beatz, DJ Iroc e P.K..

## Faixas
1. "Parental Advisory" (Intro) — 0:41
2. "Opposite of H20" (feat. Jadakiss) — 3:41
3. "Spit These Bars" (feat. Swizz Beatz) — 3:43
4. "Groundhog's Day" — 3:15
5. "High Roller" (Skit) — 1:08
6. "Niggas Die 4 Me" (feat. DMX) — 3:52
7. "Here We Go" (feat. Eve & P. Killer Trackz) — 3:54
8. "Snipe Out" (feat. Swizz Beatz) — 3:48
9. "Click, Click, Clack" (feat. P. Killer Trackz) — 3:26
10. "Get It Right" (feat. DMX) — 3:42
11. "Shaquita" (Skit) (feat. Capone) — 0:52
12. "Ladies 2000" — 4:27
13. "Drag Shit" (feat. Styles P) — 3:22
14. "Ready for War" (feat. The LOX) — 3:57
15. "Hot Dick" (Skit) — 1:30
16. "The Way Life Is" (feat. Case) — 4:55
17. "Pop It" (feat. Icepick Jay) — 4:14
18. "What's It All About?" (feat. Parle & Swizz Beatz) — 4:53
19. "Life Goes On" (faixa bônus) — 3:37

## Posições nas paradas
| Ano  | Álbum           | Parada musical/Posição | Parada musical/Posição | Parada musical/Posição |
| Ano  | Álbum           | Billboard 200          | Top R&B/Hip-Hop Albums |                        |
| 2000 | Opposite of H20 | 5º                     | 2º                     |                        |